# Attignat-Oncin
Attignat-Oncin è un comune francese di 564 abitanti situato nel dipartimento della Savoia della regione dell'Alvernia-Rodano-Alpi.

## Società

### Evoluzione demografica
Abitanti censiti